# 262106 Margaretryan
262106 Margaretryan è un asteroide della fascia principale. Scoperto nel 2006, presenta un'orbita caratterizzata da un semiasse maggiore pari a 2,3968856 UA e da un'eccentricità di 0,1183865, inclinata di 0,53527° rispetto all'eclittica.
L'asteroide è dedicato alla statunitense Margaret Ryan Masiero, madre dello scopritore.